# La vera storia di Olli Mäki
La vera storia di Olli Mäki (Hymyilevä mies) è un film del 2016 diretto da Juho Kuosmanen.
È stato presente nella sezione Festa Mobile del 34° Torino Film Festival.

## Trama
Finlandia, 1962. Il pugile Olli Mäki ha 26 anni ed è innamorato. Proviene da una famiglia di umili origini, ma il manager Elis Ask lo ha trasformato in una star della boxe, tanto che si aspetta che diventi il primo pugile finlandese a battere il campione mondiale statunitense. Mentre i preparativi per l'incontro vanno avanti, Olli preferirebbe stare con la fidanzata Raija, ma la sua vita con lei in campagna si rivela incompatibile con il mondo del pugilato di Helsinki.